# Маркуш, Роберт
Роберт Маркуш (серб. Роберт Маркуш; род. 7 октября 1983, Бачка-Топола) — сербский шахматист, гроссмейстер (2004).
В составе сборной Сербии участник 3-х Шахматных Олимпиад (2004—2006, 2010).

## Изменения рейтинга
| Графики недоступны из-за технических проблем. См. информацию на Фабрикаторе и на mediawiki.org. |